# Bierbergen
Bierbergen ist ein Ortsteil der Gemeinde Hohenhameln, Landkreis Peine in Niedersachsen. Er hat 876 Einwohner auf einer Fläche von 9,31 km² (Stand: 31. Dezember 2023)

## Geographie

### Lage
Bierbergen ist ursprünglich ein Haufendorf. Es liegt östlich an Hohenhameln angrenzend in der Gemeinde Hohenhameln.

### Nachbarorte
- Hohenhameln
- Soßmar
- Neu Oedelum
- Oedelum
- Adenstedt
- Groß Solschen
- Klein Solschen
- Stedum

## Geschichte

### Ersterwähnung
Die älteste erhaltene Urkunde, die Bierbergen erwähnt, stammt aus dem Jahr 1068. Die Edelherren von Meinersen waren hier begütert. Sie gaben aus ihrem Eigenbesitz 1 Hufe um 1300 der Ratsfamilie Resen aus der Braunschweiger Altstadt. Eine ½ Hufe schenkten die Edelherren 1322 dem Kloster St. Michael in Hildesheim.

### Ortsname
Alte Bezeichnungen des Ortes waren in den Jahren 1151 Bireberge, 1189 Birbergen, 1206 Berberg und 1307 Berberghe.
Im Altenglischen ist ein Wort „bearo“, „bearu“ also „Wald“ bezeugt, das nach neuen Erkenntnissen in nicht wenigen niedersächsischen Ortsnamen verborgen sein dürfte, so etwa in Barfelde, Böbber, Deckbergen, Eisbergen bei Rinteln oder Haimar östlich von Hannover.

### Eingemeindungen
Bierbergen wurde zur Gebietsreform in Niedersachsen am 1. März 1974 in die Gemeinde Hohenhameln eingegliedert.

## Politik

### Ortsrat
Der Ortsrat, der Bierbergen vertritt, setzt sich aus sieben Mitgliedern zusammen. Die Ratsmitglieder werden durch eine Kommunalwahl für jeweils fünf Jahre gewählt.
Bei der Kommunalwahl 2021 ergab sich folgende Sitzverteilung:
| Ortsrat 2021Insgesamt 7 Sitze - SPD: 5 - CDU: 2 |

### Ortsbürgermeister
Der Ortsbürgermeister von Bierbergen ist Dirk Pannicke (SPD). Sein Stellvertreter ist Marc-André Delp (CDU).

## Kultur und Sehenswürdigkeiten

### Bauwerke
Die im Jahre 1240 fertiggestellte evangelische Martinskirche steht auf einem Hügel mitten im Dorf und ist von den sieben zuführenden Straßen zu sehen. Die umgebende Mauer trennt den bis 1832 als Friedhof genutzten Vorplatz vom heutigen Dorfplatz, in dessen Mitte im Jahre 1960 ein Ehrenmal eingeweiht wurde.

### Fotogalerie

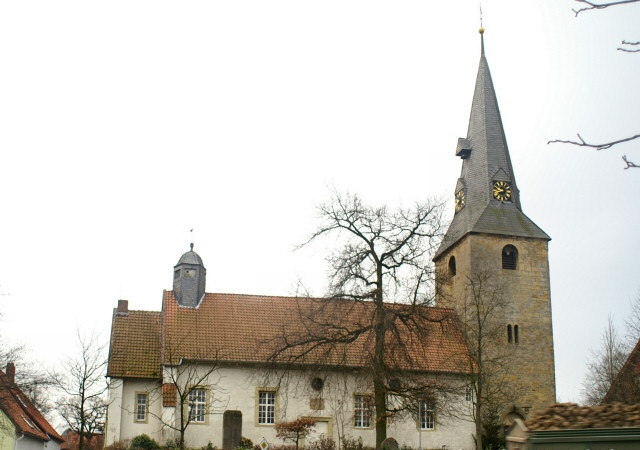
Die ev. St.-Martin-Kirche von Bierbergen
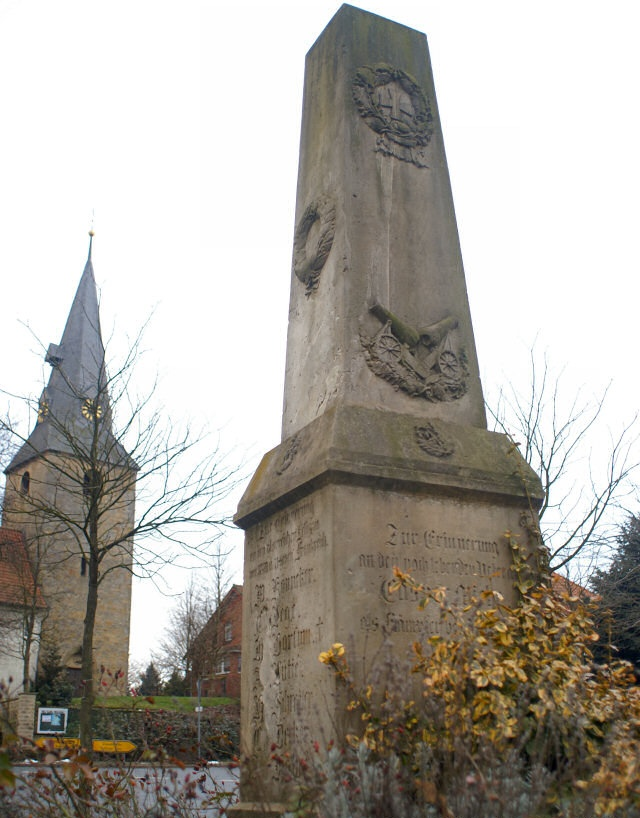
Ehrenmal

## Persönlichkeiten
Söhne und Töchter des Ortes
- August Karl Arnold Michaelis (1847–1916), Chemiker